# República Centroafricana en los Juegos Olímpicos de Barcelona 1992
La República Centroafricana participó en los Juegos Olímpicos de Barcelona 1992 en España. El Comité Olímpico de la República Centroafricana envió a un total de quince atletas (trece hombres y dos mujeres) a los Juegos en Barcelona, para competir en tres disciplinas deportivas.

## Atletas
La siguiente tabla muestra el número de atletas en cada disciplina:
| Deporte   | Hombres | Mujeres | Total |
| --------- | ------- | ------- | ----- |
| Atletismo | 7       | 1       | 8     |
| Ciclismo  | 4       | 0       | 4     |
| Judo      | 2       | 1       | 3     |
| Total     | 13      | 2       | 15    |

## Atletismo

### Hombres
- Valentin Ngbogo
  - 100 metros - no avanzó[2]
  - 200 metros - no avanzó[2]
- Martial Biguet - 400 metros - no avanzó[2]
- Zacharia Maidjida
  - 800 metros - no avanzó[2]
  - 1500 metros - no avanzó[2]
- Ernest Ndissipou - 5000 metros - no avanzó[2]
- Jacques-Henri Brunet - 400 metros vallas - no avanzó[2]
- Ferdinand Amadi - maratón - puesto: 74[2]
- Mickaël Conjungo - lanzamiento de disco - no avanzó[2]

### Mujeres
- Brigitte Nganaye[2]
  - 800 metros - no avanzó
  - 1500 metros - no avanzó

## Ciclismo
- Ciclismo en ruta, individual:[3]
  - Vincent Gomgadja
  - Obed Ngaite
  - Christ Yarafa
- 100 kilómetros, equipo - puesto: 29. Miembros del equipo:[3]
  - Vincent Gomgadja
  - Obed Ngaite
  - Christ Yarafa
  - Rufin Molomadan

## Judo

### Hombres
- Siméon Toronlo - peso ligero - puesto: 22[4]
- André Mayounga - peso mediano - puesto: 21[4]

### Mujeres
- Felicité Makounawode - peso semimediano - puesto: 20[4]